# Tucanet gorjanegre
El tucanet gorjanegre (Aulacorhynchus atrogularis) és una espècie d'ocell de la família dels ramfàstids (Ramphastidae) que habita els boscos dels Andes del nord i est del Perú, nord de Bolívia i sud-est de l'Equador.

## Taxonomia
Aquest tucà es considerava coespecífica amb Aulacorhynchus prasinus fins que es va separar com una espècie de ple dret arran moderns estudis.
Ha estat dividit en tres subespècies:
- A. a. atrogularis (JHCF Sturm, JHCF et JW Sturm, 1841). Pel vessant oriental dels Andes, des del nord del Perú fins Bolívia central.
- A. a. dimidiatus Ridgway, 1886. Des del Perú oriental fins l'oest del Brasil, i nord de Bolívia.
- A. a. cyanolaemus Gould, 1866. Del sud-est de l'Equador i nord del Perú.

L'última és considerada una espècie diferent per alguns autors com tucanet becnegre (Aulacorhynchus cyanolaemus).